# Plac Jakuba Wejhera w Wejherowie
Plac Jakuba Wejhera – centralny plac w Wejherowie, będący rynkiem miejskim. Jego granice zostały wytyczone w latach 1643–1644. Ma kształt prostokąta, przy czym z rogów północnych wychodzą po dwie ulice, a z rogów południowych po jednej.

## Historia
Rynek został wytyczony wraz z powstaniem miasta, w latach 1643–1644, przez Jakuba Wejhera, założyciela miasta. W czasach PRL rynek przecinały asfaltowe ulice, a część centralną zajmował zieleniec, który następnie został zamieniony na trylinki. W latach 2000–2001 nawierzchnia rynku, wraz z przylegającymi ulicami, została całkowicie przebudowana i wyłączona z ruchu kołowego.

### Nazwa
Plac Jakuba Wejhera, do czasów rozbiorów, nazywany był po prostu rynkiem. Po I rozbiorze Polski w 1772 roku Wejherowo znalazło się w granicach Prus. Odtąd zaczął panować język niemiecki, a rynek był nazywany Marktplatz, czyli "plac targowy". Po odzyskaniu niepodległości rynek otrzymał oficjalną nazwę plac Jakuba Wejhera, która przetrwała do 1939 roku. Po wybuchu II wojny światowej i zajęciu miasta przez hitlerowców nazwa została zmieniona na Adolf Hitler Platz. Po wyzwoleniu, 12 marca 1945 roku przywrócono nazwę plac Jakuba Wejhera. Jednak wraz z nastaniem PRL, znowu zmieniono nazwę – tym razem na plac Armii Czerwonej. Kolejna zmiana miała miejsce w 1990 roku – przywrócono nazwę plac Jakuba Wejhera.

## Zabytki

### Kolegiata
W zachodniej pierzei rynku usytuowana jest kolegiata pw. św. Trójcy. Pierwotną świątynię zbudował w latach 40. XVII wieku Jakub Wejher, wypełniając ślub złożony pod Białą podczas wyprawy moskiewskiej. Ta budowla, poświęcona w 1644 roku przez opata cystersów z Oliwy Aleksandra Kęsowskiego, została w latach 1754–1755 rozebrana, a w jej miejscu ówczesny właściciel miasta Jerzy Piotr Przebendowski wzniósł barokową świątynię o powierzchni ok. 300 m². Tę z kolei rozbudował w latach 1926–1928 prałat Edmund Roszczynialski, powiększając ją dwukrotnie. W tym stanie przetrwała do czasów dzisiejszych.

### Ratusz
Pierwszy ratusz w mieście powstał ok. 1650. Dzięki mapie burmistrza Dawida Judyckiego wiadomo, jak wyglądał. Przetrwał do roku 1839. W tym roku podjęto decyzję o rozbiórce starego i budowie nowego ratusza. Ten z kolei przetrwał do 1906 – wtenczas zawaliła się część sali posiedzeń. Podjęto decyzję o przebudowie ratusza. Zakończono ją w 1908 i w takiej formie ratusz wejherowski istnieje do dzisiaj. Gruntownego remontu ratusza dokonano w 2004 roku - wymieniono dach, kopułę pokryto miedzią, a także przywrócono pierwotny wygląd wszystkich pomieszczeń. 

### Szpitalik
Budynek dawnego szpitalika-przytułku jest jednym z cenniejszych zabytków miasta. Znajduje się w zachodniej pierzei rynku. Wybudowany w konstrukcji szachulcowej wypełnionej murem ceglanym. Jego budowa została zakończona w dniu poświęcenia kolegiaty, 4 października 1644 roku. Obiekt został odrestaurowany w 1986 roku. Obecnie na parterze budynku mieści się sklep z pamiątkami i dewocjonaliami.

## Galeria

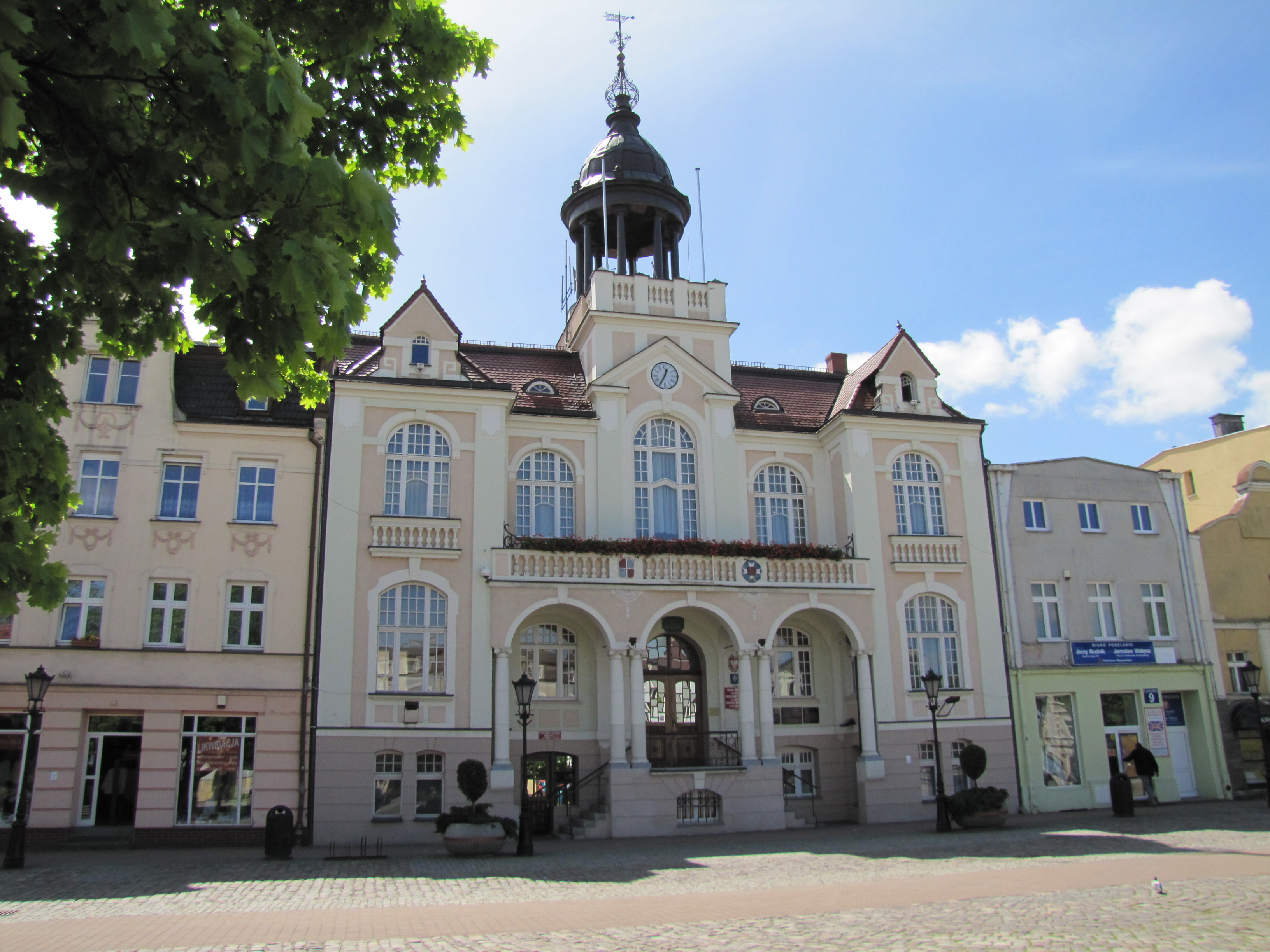
Ratusz
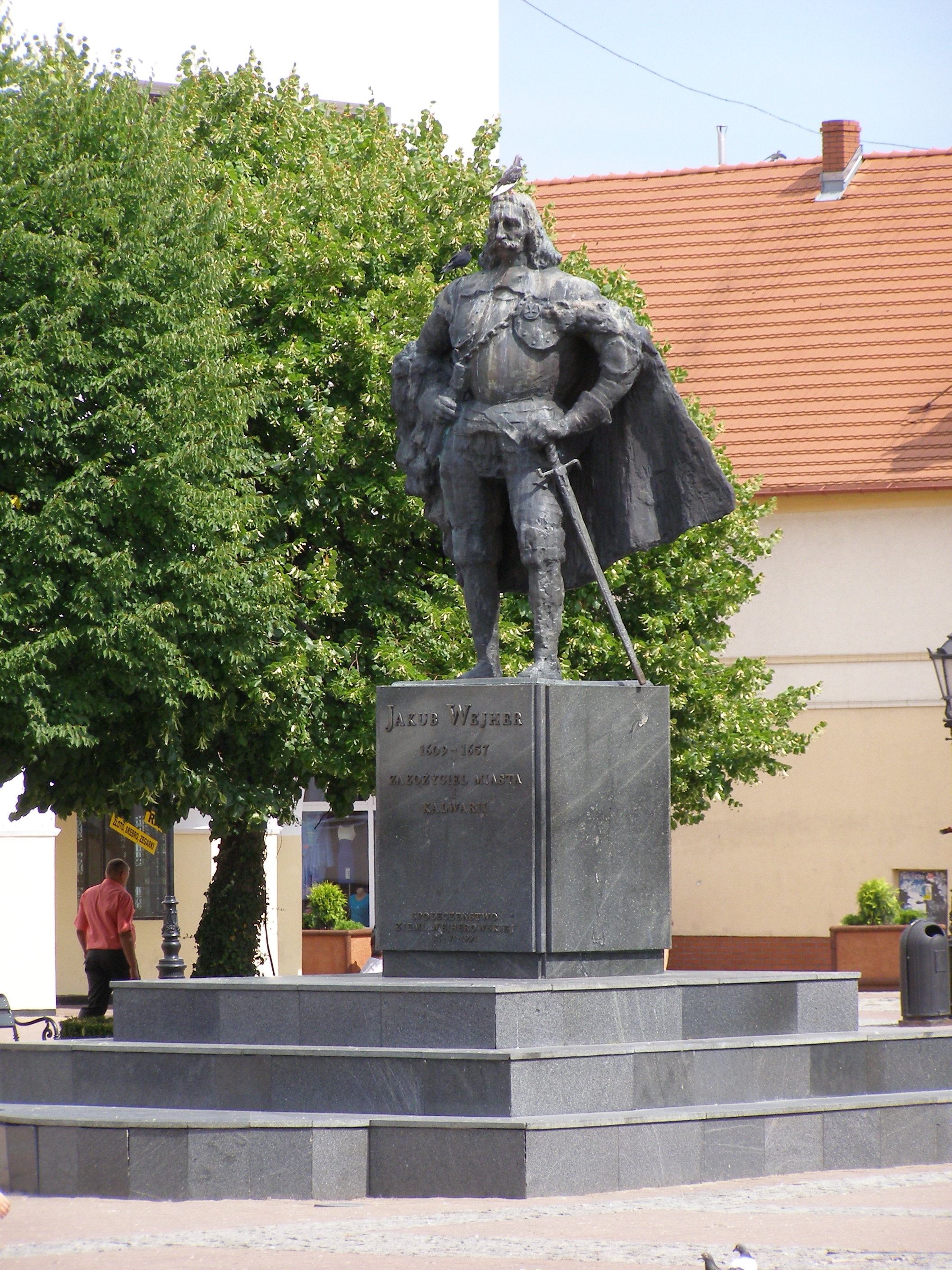
Pomnik Jakuba Wejhera
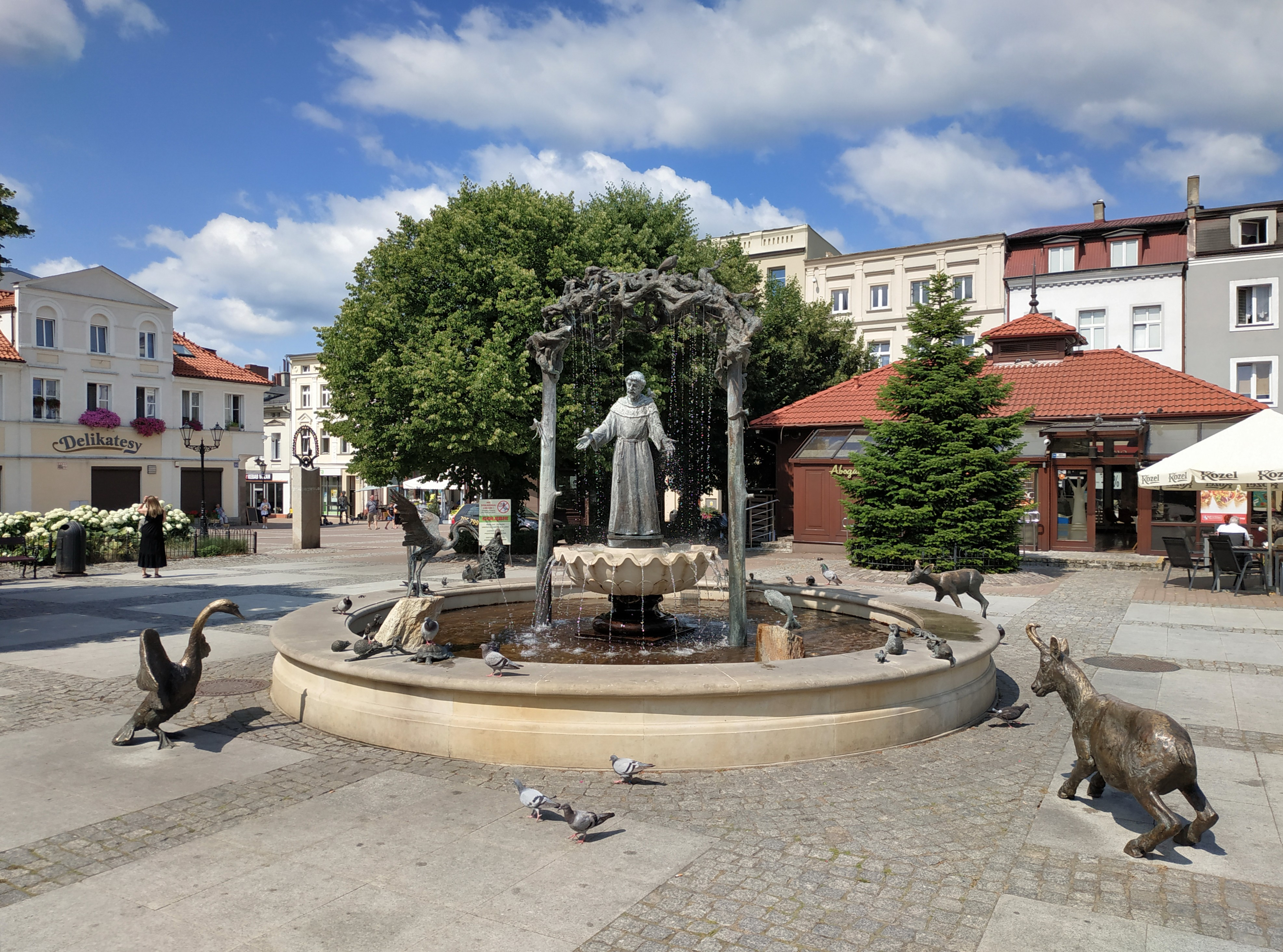
Fontanna z rzeźbą św. Franciszka
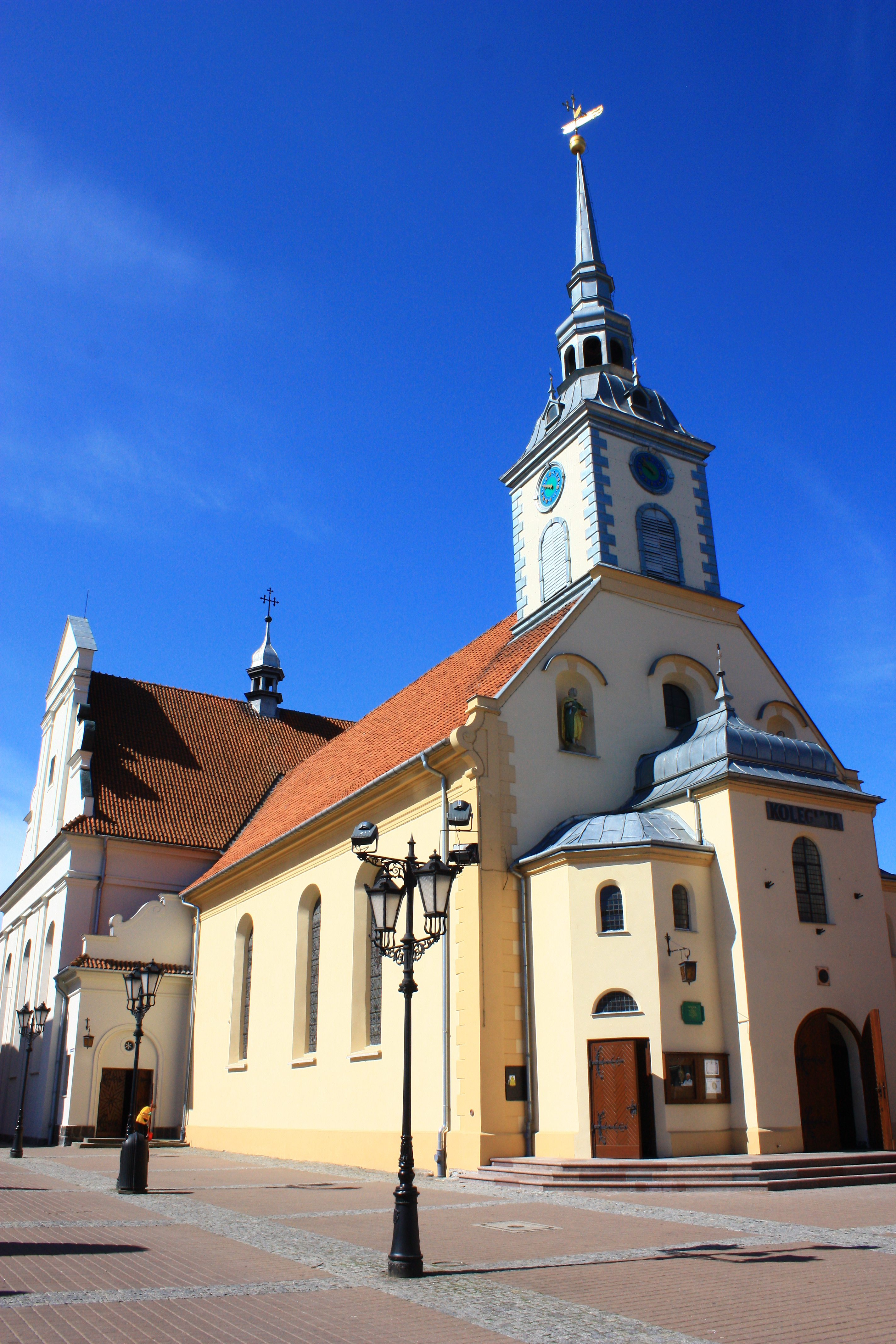
Kolegiata Świętej Trójcy
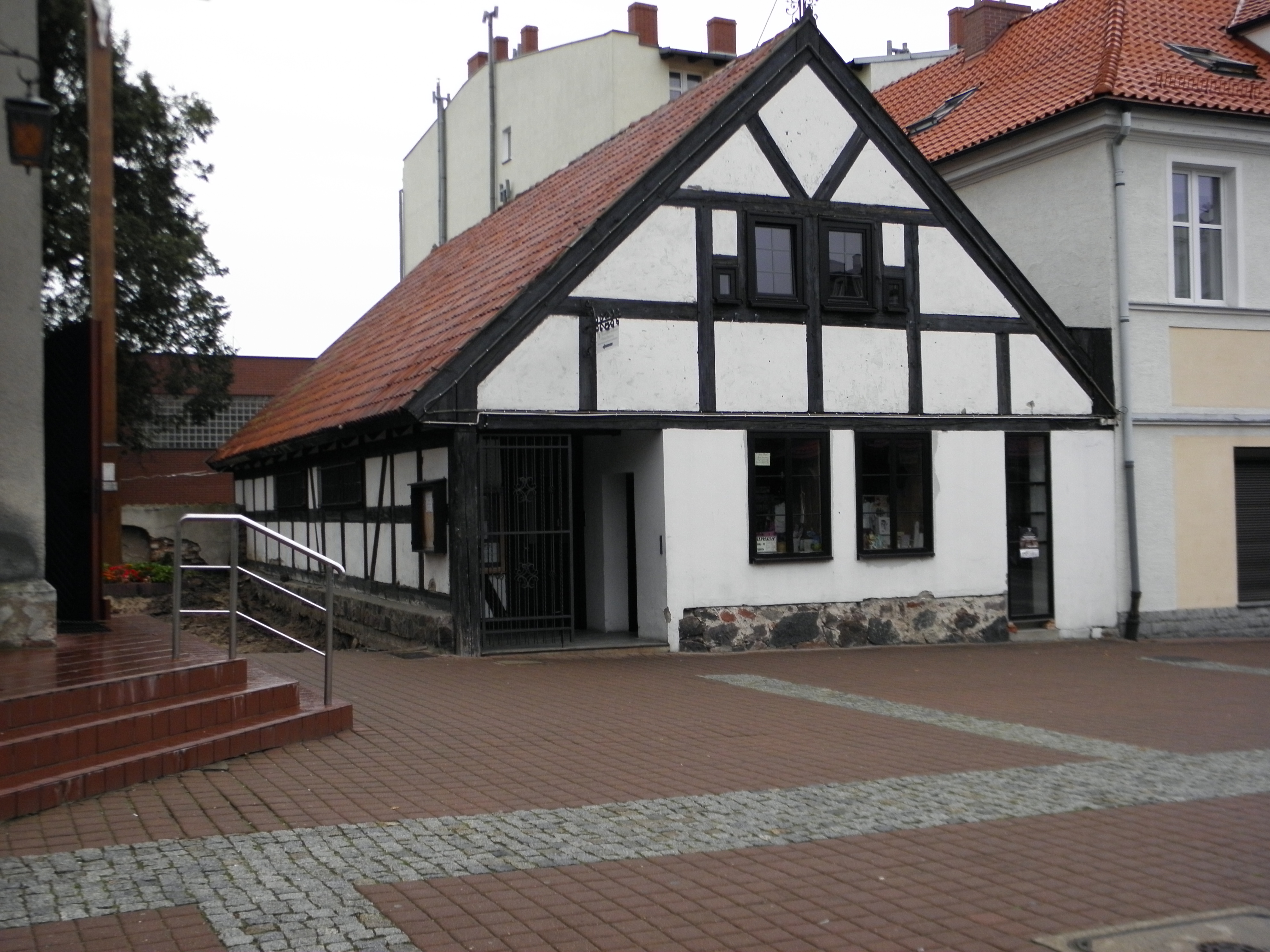
Dawny szpitalik-przytułek